# Fernando Consag
Fernando Consag (en croata: Ferdinand Konščak) (Varaždin, Reino de Croacia, 2 de diciembre de 1703-San Ignacio, Baja California Sur, 10 de septiembre de 1759) fue un explorador, escritor, cartógrafo, sacerdote y misionero jesuita en la Nueva España, específicamente en la península de Baja California. Exploró toda la península de Baja California misma que elaboró diversos mapas cartográficos, desde los Cabos en el sur, hasta la desembocadura del Río Colorado en el norte. Trabajó coordinadamente con otros misioneros como Eusebio Francisco Kino, Jacobo Sedelmayer, e Ignacio Keller se relacionó con Francisco Javier Clavijero (quien mencionó que Consag frecuentemente estaba enfermo).

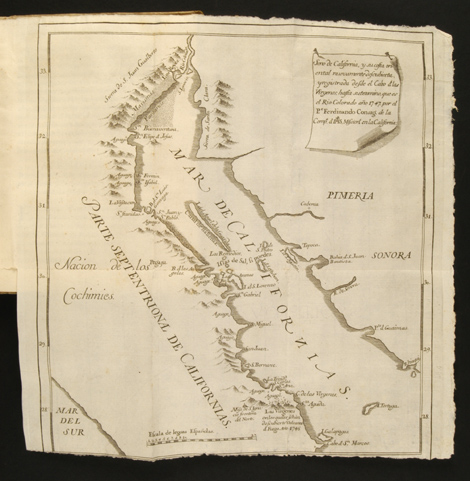
Mapa antiguo (aprox. 1750) a la península de California de Consag.

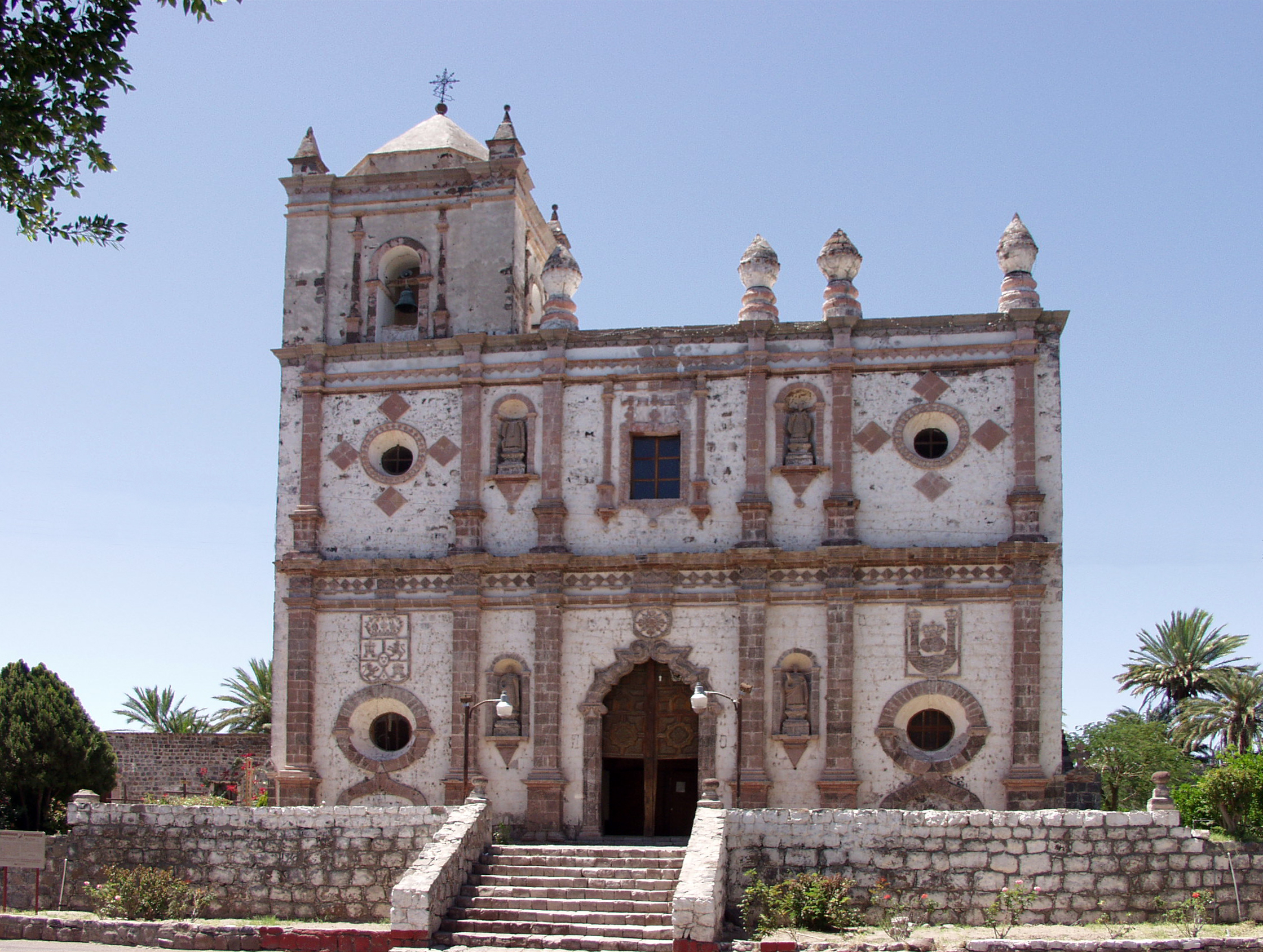
Misión de San Ignacio de Kadakaamán.

## Biografía
En su pueblo natal, cursó sus estudios primarios, secundarios y  humanidades. A la edad de dieciséis años el 21 de octubre de 1719 fue admitido como novicio en el seminario de la Compañía de Jesús, en Trencsén (Hungría, hoy Eslovaquia) lugar en que estuvo durante dos años. 
De allí fue enviado a estudiar los clásicos, dialéctica y retórica a la ciudad de Leoben, en Estiria (Austria), posteriormente estudió filosofía y e inició los estudios de teología en Graz.
En 1726 dio clases de gramática en una escuela de los jesuitas en Zagreb (Croacia). 
Entre 1726-1727 dio clases de estudios clásicos en una escuela  en Buda (Hungría). De 1727 a 1729 estudió teología en la Universidad de Graz.
En 1728 publicó un libro de poemas titulado "Nagadia versibus latinus". 
En 1729, partió de Cádiz con rumbo a la Nueva España (México) para iniciar su vida misionera en los reductos misioneros de la península de Baja California. Se ordenó sacerdote en Cádiz en 1730.
Llegó al puerto de Veracruz en México, el 19 de abril de 1731. Terminó sus estudios de teología en el Colegio y Templo Máximo de San Pedro y San Pablo en Ciudad de México. 
Desde 1732 hasta el fin de su vida participó activamente en la evangelización de los nativos; fundó misiones, exploró la península d Baja California, abrió caminos, construyó represas, escribió infinidad de cartas que permiten conocer la vida de los misioneros, aprendió las lenguas de los nativos, fue constructor, minero y en lo general fue un misionero con espíritu inquieto que triunfó con la cruz en una mano y cuchara de albañil en la otra. 
Hizo la tercera probación en el colegio San Andrés de la misma Capital el 25 de marzo de 1738.
El 9 de junio de 1746, hizo una expedición a fondo, al oriente de la península de Baja California, saliendo del puerto de San Carlos situado entre los paralelos 27 y 28  muy cerca del cabo de las vírgenes, pasó por la bahía de San Luis Gonzaga y llegó y exploró hasta la desembocadura del Río Colorado (14 de julio de 1746) por orden del provincial Cristóbal de Escobar, que deseaba la ocupación misional de los valles del Gila y sur del Río Colorado, como apoyo a la Baja California y base para avanzar hacia la Alta California y hacia los naturales de la zona. Al mismo tiempo Kino, su gente se establecían presidios en las fronteras del norte de Pimería (estado de Sonora) y California para defenderse de las incursiones de apaches, comanches y otras tribus indígenas del norte.
Confirmó o dicho previamente por Eusebio Kino y Juan María Salvatierrra, que Baja California no era una isla, sino una península. Consag describió su viaje en un detallado diario y dibujó un mapa, que fueron incluidos en los "Apostólicos afanes de la Compañía de Jesús en su provincia de México" (1754) del padre José A. Ortega (1700-1768), y en las famosas "Noticias de la California" de Miguel Venegas, publicadas por Andrés Marcos Burriel (Madrid 1757), aunque el jesuita y misionero Miguel del Barco mencionó que la reproducción tenía diversos errores.
En 1748 fue nombrado superior y visitador de las misiones de la península de Baja California y le fue conferida la Misión de San Ignacio de Kadakaamán, la cual construyó a 74 kilómetros al oeste de Santa Rosalía en Baja California Sur, en cantera el conjunto arquitectónico que aún persiste, y utilizó como sede y centro de operaciones de sus exploraciones. En octubre de ése mismo año, escribió una "Carta a los superiores de la provincia de Nueva España", mencionando con espíritu crítico la situación y porvenir de las misiones baja californianas. 
En mayo de 1751 exploró las costas occidentales de la península con litoral en el Océano Pacífico, buscando lugares dotados de agua para establecer más pueblos. Ese año recibió a padre Jorge Retz. La misión de Santa Gertrudis fue resultado de tal expedición a donde envió al padre Retz. Así mismo redactó el diario correspondiente a tal expedición, y José A. Ortega menciona en "Afanes apostólicos".

En 1753 exploró también el litoral occidental de la península y lo llevó a regiones situadas en el paralelo 31. Francisco Javier Clavijero lo menciona en su "Historia de la Antigua Baja California," mismo que menciona su admiración por Consag diciendo:
“En suma, con sus ejemplares virtudes y sus tareas apostólicas, mereció que el nombre de Consag se colocase entre los de los hombres ilustres de la California”
En 1758 fue nombrado visitador y padre superior para las misiones de península de Baja California. Murió en 1759, en la misión de San Ignacio, donde fue sepultado y yacen sus restos, en la misión que él mismo edificó.
En San Felipe (Baja California) está la nombrada Roca de Consag, que es un islote de roca gigante de 296 pies de altura, que se impone en el horizonte marítimo y es el punto intermedio entre San Felipe y Puerto Peñasco Sonora, la cual cuenta con su nombre. En Ensenada una calzada también lleva su nombre. 